# Lilla Prespasjön
Lilla Prespasjön (albanska: Prespa e Vogël, grekiska: Limni Mikri Prespa, makedonska: Malo Prespansko Ezero) en sjö i Albanien, på gränsen till Grekland. Den ligger i den östra delen av landet, 120 km sydost om huvudstaden Tirana. Prespa e Vogël ligger 846 meter över havet. Arean är 38 kvadratkilometer. Den sträcker sig 12,9 kilometer i nord-sydlig riktning, och 7,9 kilometer i öst-västlig riktning.
Runt Prespa e Vogël är det mycket glesbefolkat, med 4 invånare per kvadratkilometer.